# Brenna D'Amico
Brenna D'Amico (Chicago, Illinois, 28 de setembro de 2000) é uma atriz e cantora norte-americana. Ela é conhecida por seus papéis como Jane no filme original do Disney Channel Descendants (2015), Descendants 2 (2017) e Descendants 3 (2019).

## Biografia
D'Amico nasceu em 28 de setembro de 2000 e foi criado em Chicago, Illinois, filho de Dave e Shannon D'Amico. Ela tem uma irmã chamada Aubree. D'Amico participou de um programa de teatro juvenil baseado em Chicago desde os oito anos de idade. Aos 12 anos, seus pais encontraram um empresário para ela e aos 13 anos ela foi para Los Angeles e reservou seu primeiro papel como atriz em "The Descendants". Ela se mudou para Los Angeles aos 16 anos, após o lançamento do filme.

## Vida pessoal
Em 2015, D'Amico estava namorando seu colega de elenco Cameron Boyce, mas eles parecem ter se separado em 2017.

## Filmografia
| Ano       | Título                       | Papel        | Notas                                |
| --------- | ---------------------------- | ------------ | ------------------------------------ |
| 2015      | Descendants                  | Jane         | Filme de televisão                   |
| 2017      | Descendants 2                | Jane         | Filme de televisão                   |
| 2017      | The Middle                   | Lilah        | Episódio: "Eyes Wide Open"           |
| 2017–2018 | Chicken Girls                | Sandy        | Elenco recorrente (temporadas 1-2)   |
| 2018      | Code Black                   | Natalie      | Episódio: "Step Up"                  |
| 2019      | Descendants 3                | Jane         | Filme de televisão                   |
| 2019      | Adventures of Dally & Spanky | Addy         | Filme de televisão, Elenco principal |
| 2020      | The Never List               | Liz          | Elenco principal                     |
| 2021      | Night Night                  | April Davis  | Elenco principal                     |
| 2022      | Crushed                      | Aria Goldman | Elenco principal                     |